# Abdullahi Ishaka
Abdullahi Ishaka, né le 3 mars 1984, est un footballeur nigérian.
Il évolue habituellement comme milieu de terrain.

## Carrière
Abdullahi Ishaka joue successivement dans les équipes suivantes : KS Besa Kavajë, KS Shkumbini Peqin, KS Elbasani, KF Partizan Tirana en Albanie, puis le Football Club Haka Valkeakoski en Finlande et AmaZulu FC en Afrique du Sud.
Pendant sa formation, il est sélectionné en équipe du Nigeria des moins de 17 ans.